# Ояр Грінбергс
Оярс Ґрінберґс (латис. Ojārs Grīnbergs; 19 листопада 1942, Рига — 22 квітня 2016, Рига) — латвійський естрадний співак у часи радянської окупації. Депутат Сейму Латвії.

## Біографія
Народився 19 листопада 1942 в Ризі.
З 1961 соліст різних ризьких ансамблів. Ґрінберґс був засновником і солістом вокально-інструментального ансамблю «Zvaigznīte» (Зірочка), що став лауреатом конкурсу виконавців «Лієпайський бурштин». Був учасником Ризького естрадного оркестру (1966–1974).
З 1973 співав у дуеті з Маргаритою Вілцане, обидва виконавці були солістами естрадного ансамблю Латвійської державної філармонії, який з 1979 носив назву «Tip Top».
Брав участь у записі студійних альбомів Раймонда Паулса «Tev, mana labā» (1969) і «Tik dzintars vien» (1970). Був лауреатом Міжнародного конкурсу естрадної пісні «Росток-72» (1972).
Був членом партії Tautas kustība «Latvijai» (1995–1996), депутатом Сейму Латвії (1995–1998).
Помер 22 квітня 2016 від раку легені у віці 74 років.